# یخ‌چای

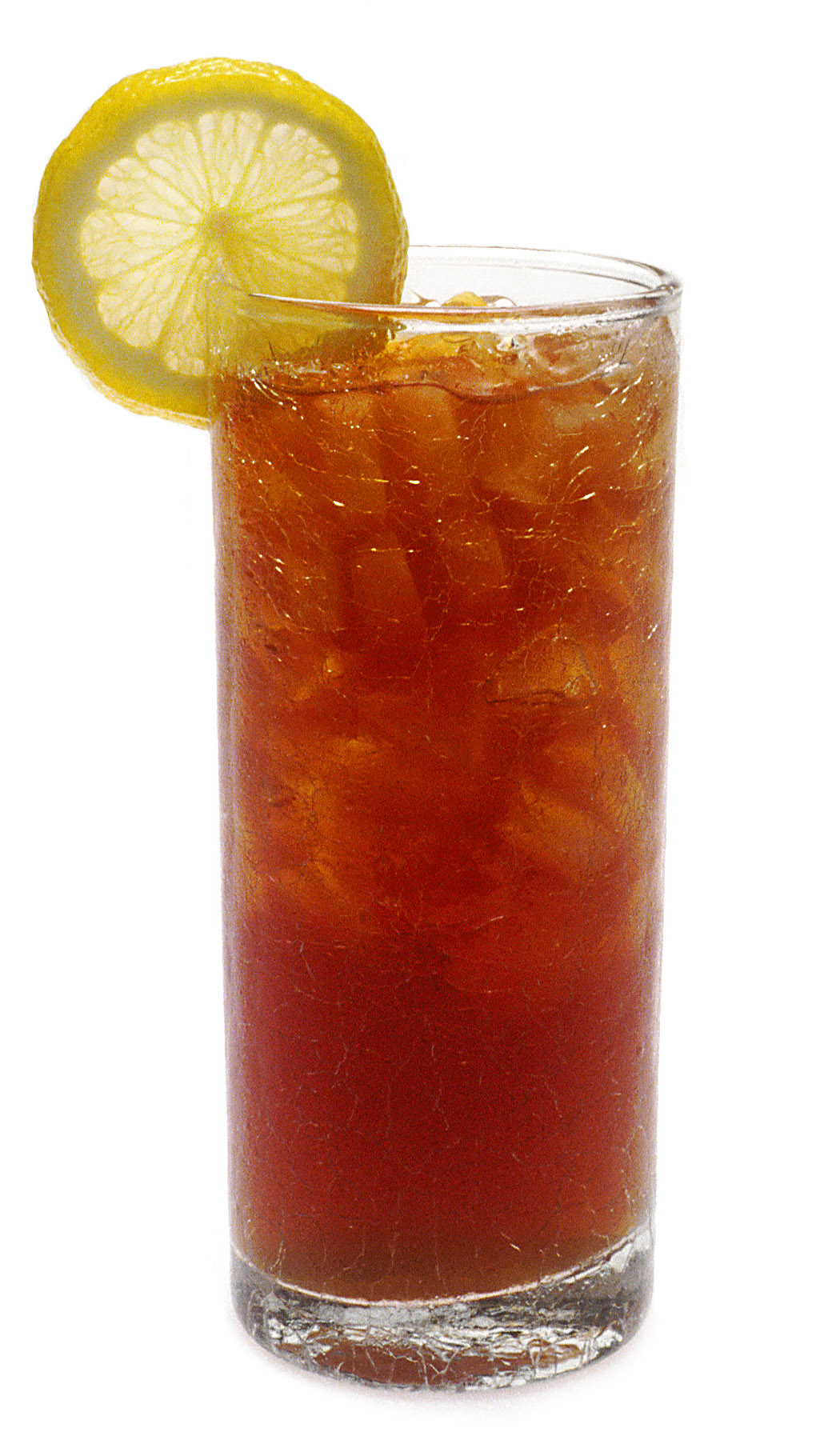
چای سرد همراه با لیمو

چای سرد یا چای‌یخ یا یخ‌چای یا چای گلاسه (به فرانسوی: Thé glacé) به انگلیسی (iced tea) نوعی نوشیدنی است که در بسیاری از کشورهای شرق آسیا نوع سنتی آن متداول است و در اغلب کشورها، نوع بسته‌بندی شده آن عرضه می‌شود. این نوشیدنی از دستهٔ نوشیدنی‌های مناسب آب و هوا گرم‌وخشک است.
برای تهیه یک لیوان چای‌یخ، باید درون لیوان یک چای کیسه‌ای قرار داد سپس درون لیوان آب جوش ریخته و چند دقیقه صبر کرد تا چای درون لیوان رنگ بگیرد. با گذشتن سه الی پنج دقیقه چای خنک می‌شود و می‌توان درون آن به اندازه دلخواه شکر ریخت و آن را شیرین کرد. همچنین چند قطعه یخ هم اضافه می‌شود. چنانچه چند قطره آب لیموی تازه یا چند برش لیمو به این ترکیب اضافه کنید، چای‌یخ لیمویی یا همان «آیس لمون تی» معروف به دست می‌آید.
آیس‌تی در فروشگاه‌ها به‌صورت نوعی نوشیدنی بسته‌بندی شده (مانند نوشابه) موجود است که گرچه بر پایه چای هست، اما طعمی مشابه آبمیوه دارد و در طعم‌های مختلف ارائه می‌شود.